# 哈沙图查干诺尔
哈沙图查干诺尔是一个位于中国内蒙古自治区乌兰察布盟的湖泊，面积约为3.59平方千米，属于蒙新高原区。它的一级流域为内流区诸河，二级流域为内蒙古内流区。